# Roses for the Dead
Roses for the Dead — сингл валлійського рок-гурту Funeral for a Friend з їх третього альбому Hours. Пісня посіля 39-ту сходинку у Британському чарті.
Метт Девіс написав цю пісню через втрату своїх близьких друзів. У журналі Kerrang! він написав, що почувався дивно, коли бачив скорботу інших людей, бо він не плакав, а стримав усе в собі. У буклеті цієї пісні написано: «Присвячено пам'яті Lianne Davies та Lloyd Bird».
У відеокліпі до пісні показано, як мати розбирає речі свого сина у порожній кімнаті, згадуючи моменти з його життя та те, як він стрибав з даху.

## Список пісень
- «Roses for the Dead»
- «Kiss & Make Up (All Bets Are Off) [Live At The Garage 2003]»
- «This Year's Most Open Heartbreak [Live Xfm Rock Show 2003]»
- «10.45 Amsterdam Conversations [Live At The Astoria 2003]»